# Kirchheim, Unterfranken
Kirchheim är en kommun och ort i Landkreis Würzburg i Regierungsbezirk Unterfranken i förbundslandet Bayern i Tyskland.
Kommunen ingår i kommunalförbundet Kirchheim tillsammans med kommunen Geroldshausen.